# Tu chiamami Peter
Tu chiamami Peter (The Life and Death of Peter Sellers) è un film statunitense del 2004 diretto da Stephen Hopkins e con Geoffrey Rush,  tratto dalla biografia The Life and Death of Peter Sellers di Roger Lewis, incentrato sulla carriera e travagliata vita dell'attore Peter Sellers.
Nato come film televisivo, è stato presentato in concorso al 57º Festival di Cannes, ed è uscito al cinema in varie nazioni d'Europa e in Australia. Negli Stati Uniti, presentato sabato 2 ottobre all'Aspen Filmfest e giovedì 14 all'Austin Film Festival, ha poi mantenuto la sua origine televisiva, ottenendo candidature e premi in quel settore.

## Trama
Il giovane Peter Sellers, figlio d'una coppia d'attori mancati, viene sempre più pressato da una madre ingombrante ed esigente, desiderosa di rifarsi col grande talento del figlio, ad ambire a raggiungere la vetta senza fermarsi mai dinanzi a nulla; persuaso infatti dai consigli materni, Sellers abbandona il varietà radiofonico del The Goon Show, di cui era uno degli elementi di punta, per tentare la strada del cinema, cosa che dopo una serie di provini poco fortunati riuscirà a fare, divenendo in breve tempo una vera e propria celebrità in Patria. La sua fortissima inquietudine ed insicurezza tuttavia si ripercuote pesantemente sul rapporto con i propri cari, la moglie Anne e i due figli Michael e Sarah, e quando Peter s'appresta a divenire una stella internazionale, tra cambiamenti continui, infatuazioni per le belle donne (corrisposte o meno), auto sportive e magioni di lusso, i coniugi Sellers si separano.
L'incontro con Britt Ekland (sua seconda moglie) al termine delle riprese del Dottor Stranamore di Stanley Kubrick, sembra essere l'approdo ad una maggiore serenità, finché lei non annuncia la sua gravidanza e nasce Victoria. Il trasformismo di Sellers ed il suo perfezionismo maniacale lo portano a frequenti contrasti con i colleghi sul piano professionale e alla fuga da tutto ciò che sembra amare di più, compresa la madre in punto di morte e successivamente Britt. Rimasto solo, cerca rifugio nella droga e nell'alcol, affidandosi persino alle cure di un sedicente operatore esoterico.
Anche l'amicizia con il regista Blake Edwards si incrina: durante una serata glamour a celebrazione del film La Pantera Rosa sfida l'ispettore Clouseau, Sellers, visibilmente ubriaco, denigra spietatamente Blake, colpevole di assoluta mancanza di talento. Dopo un radicale cambiamento nei ruoli scelti e interpretati, figlio del volersi lasciare alle spalle il passato da attore comico, Peter gira a fine carriera Oltre il giardino, film che gli frutta una candidatura al premio Oscar. Gravemente cardiopatico, dopo diversi anni di esistenza vissuta "al limite", Sellers muore nel 1980, durante le riprese di un ultimo film di ambizione comica.

## Produzione
Alcune delle location del film sono Asheville (negli Stati Uniti), il Surrey e il Middlesex (in Inghilterra).

## Distribuzione
Negli Stati Uniti il film è stato trasmesso in televisione venerdì 5 dicembre 2004, mentre in Italia è stato presentato al Biografilm Festival sabato 4 giugno 2005, e distribuito nelle sale cinematografiche a partire da domenica 19 agosto.

## Riconoscimenti
- 2005 - Golden Globe
  - Miglior mini-serie o film per la televisione
  - Miglior attore in una mini-serie o film per la televisione (Geoffrey Rush)
- 2005 - Premio Emmy
  - 9 premi

## Curiosità
- Nell'inquadratura di Peter Sellers appena arrivato a Cinecittà per girare La Pantera Rosa appare un'anacronistica Y10, oltre che persone abbigliate in modo troppo moderno rispetto all'epoca di riferimento.